# Флора Крыма
В Крыму произрастают около 2400 видов растений, из которых деревья — 77 видов. Кустарников несколько больше — 113 видов. 118 видов крымских растений включены в Красную книгу или признаны заповедными решением местных органов власти.

## Растительность
| Зона                                         | Растения-реликты                                                                                     | Растения-эндемики | Растения-экзоты                                                                                           |
| -------------------------------------------- | --- | --- | --- |
| Растительность гор и предгорий               | | | |
| Северный макросклон                          | | | |
| Пояс предгорной лесостепи                    | | Травы: чабрец крымский, эспарцет Палласа | |
| Пояс дубовых лесов                           | | Травы: подснежник складчатый, цикламен Кузнецова | грецкий орех                                                                                              |
| Пояс буковых и буково-грабовых лесов         | Деревья: тис ягодный; травы: венерин башмачок, грушанка таёжная                                      | Деревья: клён Стевена; травы: волчик крымский | |
| Южный макросклон                             | | | |
| Пояс приморских можжевёлово-дубовых шибляков | Деревья: можжевельник высокий, земляничник мелкоплодный; кустарники: иглица понтийская и подъязычная | Деревья: сосна крымская, боярышник Поярковой; кустарники: ладанник крымский | Деревья: магнолия крупноцветковая, маслина итальянская, инжир, кипарис пирамидальный, трахикарпус Форчуна |
| Пояс сосновых лесов                          | берёза повислая                                                                                      | сосна крымская, клён Стевена | |
| Пояс буково-сосновых лесов                   | | клён Стевена | |
| Яйла                                         | | Кустарники: рябина крымская, кизильник крымский; травы: ясколка Биберштейна («крымский эдельвейс»), железница крымская, чабрец крымский, проломник крымский, астрагал щетинистый | |
| Растительность равнин и возвышенностей       | | | |
| Полупустынные степи                          | | полынь крымская | |
| Типичные степи                               | | | |
| Растительность солончаков и солонцов         | | | |